# Champien
Champien ist eine französische Gemeinde mit 279 Einwohnern (Stand 1. Januar 2022) im Département Somme in der Region Hauts-de-France. Sie gehört zum Arrondissement Montdidier und zum Kanton Roye.

## Geografie
Champien liegt im Süden des Départements Somme, 97 Kilometer nordwestlich von Reims, 31 Kilometer nördlich von Compiègne, und 5,1 Kilometer östlich vom Kantonshauptort Roye, auf einer mittleren Höhe von 91 Metern über dem Meeresspiegel. Das Gemeindegebiet hat eine Fläche von 8,77 Quadratkilometern.
Champien ist einer Klimazone des Typs Cfb (nach Köppen und Geiger) zugeordnet: Warmgemäßigtes Regenklima (C), vollfeucht (f), wärmster Monat unter 22 °C, mindestens vier Monate über 10 °C (b). Es herrscht Seeklima mit gemäßigtem Sommer.

## Geschichte
1793 erhielt Champien durch die französische Revolution (1789–1799) den Status einer Gemeinde und 1801 durch die Verwaltungsreform unter Napoleon Bonaparte (1769–1821) als Champien et Waucourt das Recht auf kommunale Selbstverwaltung.
Im Ersten Weltkrieg (1914–1918) fand in Champien vom 23. bis 29. September 1914 im Zuge des „Wettlaufs zum Meer“ ein erbitterter Stellungskrieg statt, dabei wurden große Teile der Ortschaft und auch der Park des Schlosses zerstört.

### Bevölkerungsentwicklung
| 1962 | 1968 | 1975 | 1982 | 1990 | 1999 | 2008 |
| ---- | ---- | ---- | ---- | ---- | ---- | ---- |
| 217  | 226  | 231  | 176  | 251  | 249  | 297  |

## Kultur und Sehenswürdigkeiten
In der Kirche Saint-Pierre von Champien befinden sich mehrere Gemälde aus dem Ende des 17. oder Anfang des 18. Jahrhunderts, die als Monument historique (‚historisches Kulturdenkmal‘) klassifiziert sind. Eines der Bilder wurde von Jean André (1662–1753) gemalt.